# Arus Voskanian
Arusiak Darpasyan, nota anche con lo pseudonimo di Arus Voskanyan (Costantinopoli, 10 maggio 1889 – Erevan, 20 luglio 1943), è stata un'attrice ottomana e sovietica.

## Biografia
Arus Voskanyan nacque il 10 maggio (28 aprile nel calendario giuliano) 1889 a Costantinopoli, nell'Impero Ottomano. Completò la sua formazione presso la Scuola Armena Esayan di Istanbul e il Collegio Francese dove ricevette un’educazione patriottica armena dalla sua insegnante, la poeta armena Sibil. Nel 1908, dopo il crollo del regime di Abdul Hamid, fu concessa alla popolazione armena il diritto a forme autonome di cultura e arte, dimodoché le compagnie teatrali armene poterono fare tournée a Costantinopoli. Arus Voskanyan si esibì la prima volta sul palco con Vahram Papazyan, proprio a Costantinopoli e poi in diverse città dell'Impero Ottomano, per poi recarsi nella Repubblica Socialista Sovietica Armena, dove divenne uno dei pilastri del teatro accademico qui appena inaugurato.
Morì di febbre tifoide a Erevan, capitale dell'Armenia, il 20 luglio 1943.
Una via nel distretto Malatia-Sebastia di Erevan la ricorda.